# توم أومالي (لاعب كرة قاعدة)
توم أومالي (بالإنجليزية: Tom O'Malley)‏ هو لاعب كرة قاعدة أمريكي، ولد في 25 ديسمبر 1960 في نيوجيرسي في الولايات المتحدة.

## وصلات خارجية
- توم أومالي على موقع دوري كرة القاعدة الرئيسي (الإنجليزية)
- توم أومالي على موقع الدوري الياباني لكرة القاعدة (الإنجليزية)
- توم أومالي على موقعبيزبول رفرنس.كوم (الدوري الرئيسي) (الإنجليزية)
- توم أومالي على موقعبيزبول رفرنس.كوم (الدوري الثانوي) (الإنجليزية)
- توم أومالي على موقع إي إس بي إن.كوم (أم.أل.بي) (الإنجليزية)
- توم أومالي على موقع مشجعي الرسوم البيانية (الإنجليزية)